# Ribniški potok
Ríbniški pôtok je levi pritok Velke z osrednjega Pohorja. Izvira tik pod ovršjem Pohorja in teče po vse globlji gozdnati grapi proti severu. Pri Ribnici vstopi v nekoliko nižji svet Ribniško-Lovrenškega podolja, se obrne proti severovzhodu in se dober kilometer naprej združi z Velko (Josipdolskim potokom). Tudi v tem spodnjem delu, kjer je ob njem ponekod ozka poplavna ravnica, teče večinoma skozi gozd. Razlika med obema deloma potoka je posledica kamninske zgradbe: zgornji del porečja je v magmatskih kamninah (granodiorit), nad Ribnico prečka pas metamorfnih kamnin (amfibolov skrilavec), spodnji del pa je v mehkejših miocenskih kamninah v dnu podolja (peščenjak in peščeni lapor).
Čeprav je potok razmeroma majhen, se ob močnejših padavinah spremeni v hudournik in močno erodira ter prestavlja svojo strugo, kar se je mdr. zgodilo ob neurju v noči med 12. in 13. junijem 1994. V preteklosti je potok poganjal številne žage, ki so bile ob njem nameščene pod Ribnico in v spodnjem delu pred izlivom. (na tej karti je ime potoka zapisano kot Naveliki Bach). Danes je Ribniški potok gojitveni potok za salmonidne vrste rib, zgornji del porečja je vključen v varstveno območje Natura 2000 Pohorje.